# Pórticos de Bolonia

Los pórticos de la ciudad italiana de Bolonia son los más largos del mundo. Nacieron en la baja Edad Media como consecuencia del aumento de la población y representan el patrimonio cultural más amplio e importante que la ciudad posee. Su extensión es aproximadamente de 40 km. Gracias a su extraordinaria importancia a nivel histórico y cultural, a partir de 2021 una parte de ellos ha obtenido el reconocimiento de “patrimonio de la humanidad” por la UNESCO.

## Historia

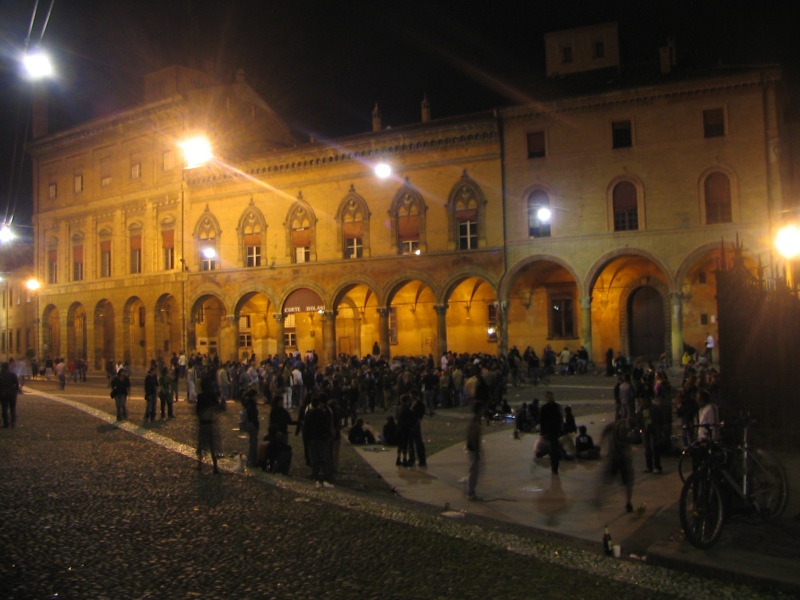
Pórticos de Bolonia - Plaza Santo Stefano

Nacieron en la baja Edad Media para afrontar el gran incremento de la población debido sobre todo a la llegada de estudiantes e intelectuales a la Universidad de Bolonia. Los pórticos representan hoy el patrimonio cultural más amplio e importante de la ciudad y son su símbolo junto con sus numerosas torres, entre las cuales las famosísimas Dos Torres: la Asinelli y la Garisenda.

El pórtico nace del llamado “sporto” (soportal), un tipo de balcón de madera construido en la fachada de los edificios para ampliar el espacio interior de los pisos altos. Con el paso del tiempo, los “sporti” se ampliaron y fue necesario construir columnas que los sostuvieran para que no se derribaran.
Al comienzo los pórticos fueron construidos con madera, luego, sucesivamente a un decreto emanado en 1568, fueron construidos con ladrillos o con piedra. Pese a ello, todavía sobreviven en la ciudad algunos edificios con pórtico de madera (un ejemplo es la famosa Casa Isolani en Strada Maggiore o el palazzo Bolognini Archivado el 6 de octubre de 2013 en Wayback Machine.).

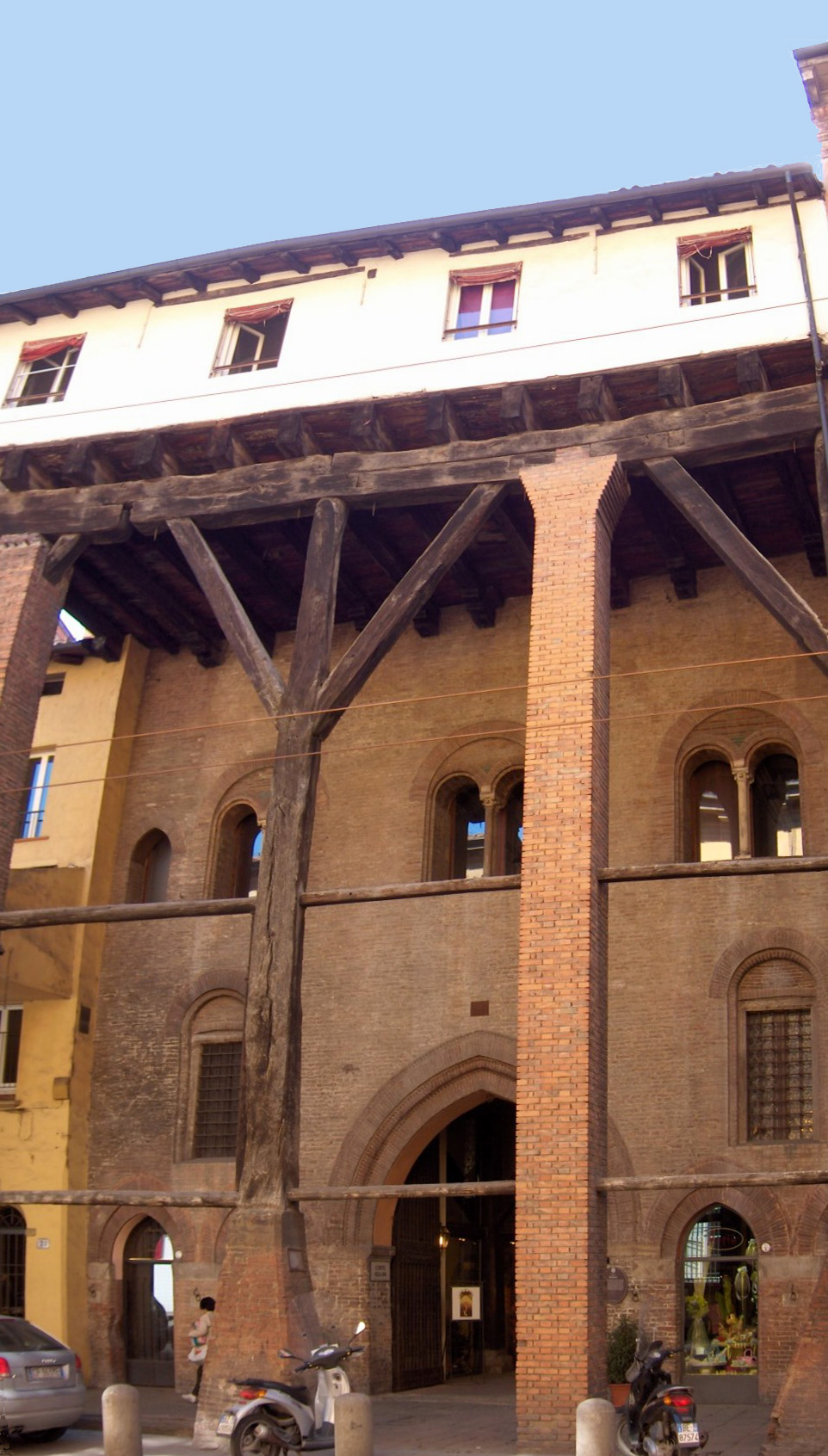
Casa Isolani

El pórtico más largo de la ciudad consta de 666 arcos; lleva al Santuario de la Virgen de San Luca; en la ciudad hay más de 38 km sólo en el centro histórico, sin contar los otros pórticos que están en los alrededores. Bajo los pórticos se unen en nuestra ciudad su pasado y su presente.

No hay en el mundo otra ciudad que tenga tantos pórticos como Bolonia. 

Una de las ventajas es que estos pórticos ofrecían protección del sol y de la lluvia. Además, los propietarios de los edificios tenían la posibilidad de ampliar las casas por encima de ellos, respetando la anchura de la calle. 

Los pórticos de Bolonia permiten andar por las calles del centro, ir de compras o ir de un museo a otro, encontrando un refugio en todas las temporadas y con todos los climas.
Según un decreto de la época, cada casa tenía que construir un pórtico de 7 "pies boloñeses" de altura (2,66 metros); pero no todas las familias de la ciudad podían permitirse construir un pórtico tan alto y por eso la norma no fue respetada de manera total. De hecho, hubo familias que construyeron pórticos mucho más bajos, tanto que los que transitaban a caballo no podían pasar.

## Pórticos relevantes

### Pórticos de la Edad Media
Un ejempio famosísimo es Casa Isolani en Strada Maggiore. El pórtico, sostenido por altísimas vigas de madera (9 metros de altura) fue construido alrededor de 1250. Se trata de uno de los pocos ejemplares de construcción civil boloñesa del siglo XIII que han sobrevivido a lo largo de los siglos; el estilo es románico - gótico; las vigas son de roble y sostienen el soportal del tercer piso del edificio.
Otros ejemplos, quizás menos famosos, son los pórticos de Palacio Grassi Archivado el 31 de julio de 2013 en Wayback Machine., en vía Marsala y los de Casa Reggiani.
Aunque no esté construido con madera, el pórtico del Palacio del Podestà, en la Plaza Mayor, es otro bonito ejemplar de esa época; es famoso por el efecto acústico de sus bóvedas y la decoración de sus columnas en arenisca con motivos floreales, todos diferentes entre ellos.

### Pórticos del Renacimiento
El Renacimiento deja a Bolonia varios ejemplos de la arquitectura del tiempo, como el pórtico lateral de la Basílica di San Giacomo Maggiore en calle Zamboni, el palacio Bolognini Archivado el 6 de octubre de 2013 en Wayback Machine. y las casas Beccadelli Archivado el 6 de octubre de 2013 en Wayback Machine. en plaza Santo Stefano, el Palacio del Podestà en plaza Mayor y el altísimo pórtico "dei Bastardini" Archivado el 5 de mayo de 2012 en Wayback Machine. en calle D'Azeglio, así llamado por ser uno de los orfanatos más célebres de la ciudad.

## Los pórticos-galería
En la segunda mitad del siglo XVI aparecen algunas de las más importantes calles con pórticos de Bolonia: el  pórtico que sostiene y cubre la iglesia de los Santos Bartolomeo y Gaetano en calle Maggiore, obra de Andrea da Formigine, el pórtico del Palacio del Monte en calle Galliera, etc.
Algunas de las familias más nobles de la ciudad, sin embargo, quisieron distinguirse de las demás y seguir la llamada "moda romana"; pidieron por tanto poder construir sus casas sin pórticos. Es por eso que hoy día se pueden ver en Bolonia algunos espléndidos palacios del Renacimiento sin pórtico: palacio Davia-Bargellini, palacio Fantuzzi, palacio Sanuti Bevilacqua, palacio Bentivoglio, etc.

### El pórtico delPavaglione

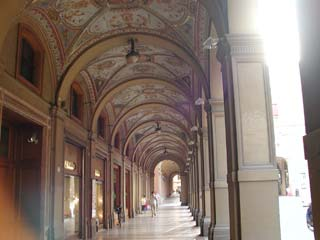
Pórtico del Pavaglione

El pórtico del Archiginnasio, conocido también como Pavaglione es la galería que se extiende debajo del Palacio dei Banchi, uno de los edificios que cierran el lado este de la Plaza Mayor y debajo del histórico edificio del Archiginnasio, la primera sede de la Universidad de Bolonia, construido a mediados del siglo XVI por voluntad del papa Pío IV a partir del proyecto del arquitecto Terribilia.

La galería debajo del Palacio dei Banchi oculta y da acceso a las estrechas calles del Mercado Central, concurrido lugar de compras a espaldas del edificio.
El pórtico del Archiginnasio (el Pavaglione), en cambio, de 139 metros de largo, representa el tradicional paseo elegante de la ciudad. Debe su nombre, muy probablemente, al mercado de los gusanos de seda que tuvo lugar en 1449 bajo sus bóvedas (del francés papillon), aunque otros críticos sostienen que su nombre remite más bien al término pavillon, pabellón, ya que el primer mercado tuvo lugar debajo de algunas tiendas (pabellones).

## El pórtico de la Iglesia de Santa María de los Alemanni
Se trata del pórtico más antiguo de Bolonia construido fuera de las antiguas murallas y es el segundo más largo después del que lleva al Santuario de la Virgen de San Luca. Mide unos 650 metros y consta de 167 arcos; fue construido entre 1619 y 1631 por orden de los Carmelitas Descalzos que oficiaban en la Iglesia de Santa María de los Alemanni. Une la Iglesia, en la actual vía Mazzini (la antigua vía Emilia) a Puerta Mayor (Porta Maggiore), una de las 18 puertas de la tercera muralla, construida en el siglo XIII, que permitían el acceso al casco antiguo.

## El pórtico de la Certosa
El pórtico del Cementerio de Bolonia (Cimitero della Certosa en italiano) fue empezado en 1811 y fue proyectado por Ercole Gasperini, que diseñó también el arco al comienzo del pórtico y el de la calle Santa Isaia, el Arco Guidi. En el primer arco hay esculturas del Ghibelli y de G. Putti, mientras una epígrafe nos recuerda que debajo de este pórtico el célebre sacerdote revolucionario y patriota Ugo Bassi murió por mano de las tropas austríacas, el 8 de agosto de 1849.

## El pórtico de San Luca

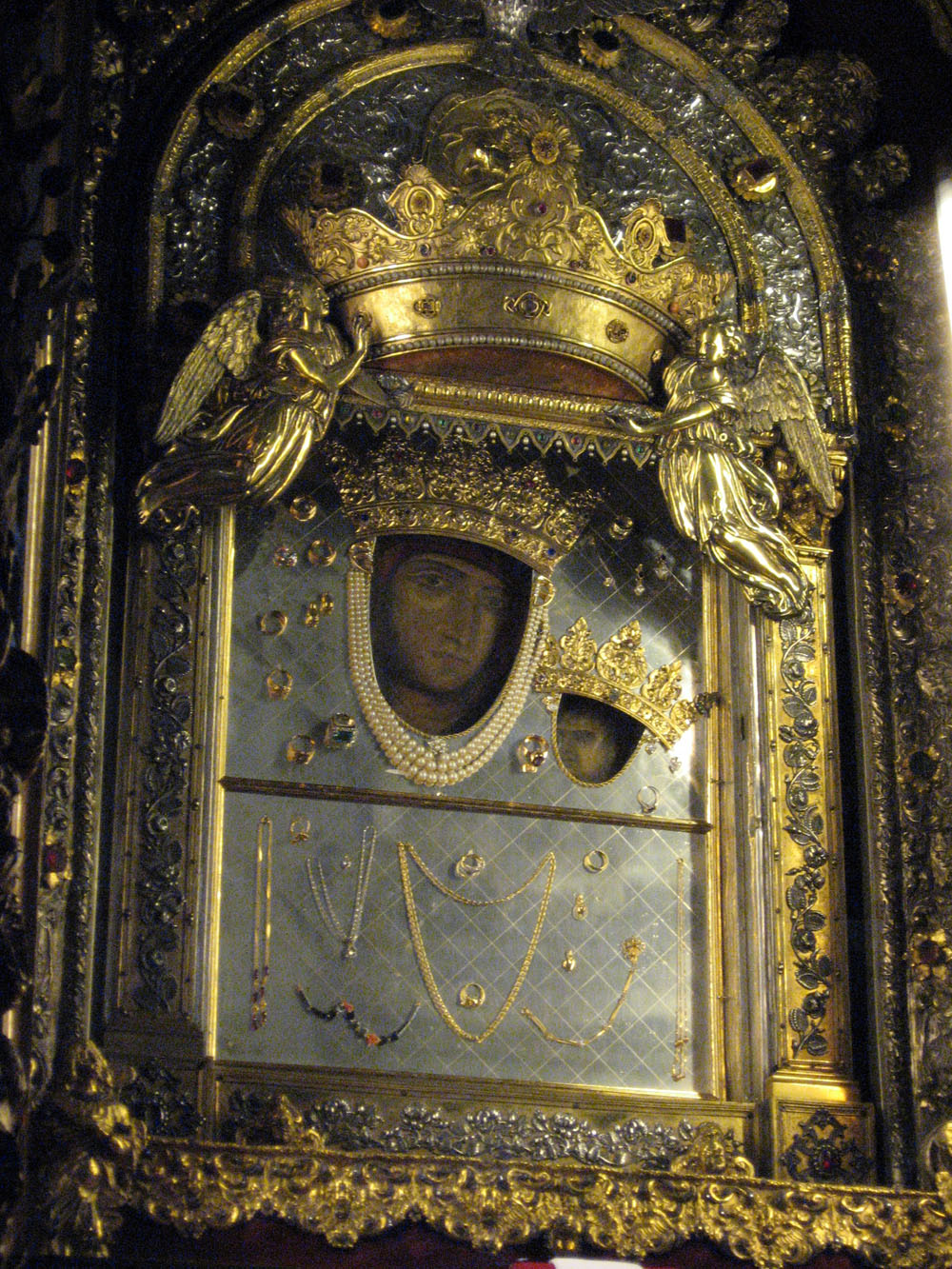
Madonna di San Luca

De carácter religioso, parte del Arco Bonaccorsi de Puerta Saragozza (en su interior actualmente está situado el Museo de la Virgen de San Luca y lleva hasta la cima del Monte de la Guardia, donde se eleva el célebre Santuario de Nuestra Señora de San Luca. Al santuario llegan todos los años miles de peregrinos de cada parte de Italia y del mundo para rezar ante el sagrado ícono de la Virgen con el Niño Jesús.
Gracias a los pórticos se puede llegar al santuario bajo cualquier condición atmosférica.
En su versión actual fue construido entre 1674 y 1721, con la contribución de todos los ciudadanos. El proyecto inicial de Camillo Saccenti y Giovanni Giacomo Monti fue llevado a cabo por Carlo Francesco Dotti, arquitecto del Santuario de Nuestra Señora de San Luca, que diseñó también el Arco del Meloncello.

Recorriendo todo el camino se pueden admirar el primer arco edificado por el arquitecto Monti, las estatuas de la llamada "Virgen gorda" (en italiano Madonna grassa) y del Niño Jesús de Andrea Ferreri y quince capillas en las que están pintados los misterios del Rosario.

### Las leyendas del pórtico de San Luca
Hay diferentes leyendas que intentan explicar el origen del santuario mariano y del pórtico más largo del mundo, que lleva al Santuario de Nuestra Señora de San Luca y consta de 666 arcos y 15 capillas.
Una leyenda cuenta que el peregrino griego Teocle Kmnega recibió en Constantinopla un ícono de la Virgen, pintado por el Evangelista Lucas con la promesa de llevarla al Monte de la Guardia. Él no tenía idea de dónde se encontraría ese monte, pero al llegar a Roma le dijeron que estaba en las cercanías de Bolonia donde consiguió dejar la tela en 1160.
Otra leyenda concierne el origen del pórtico mismo. Se cuenta que una vez, el día de la Ascensión de 1433, no fue posible llevar la sagrada imagen al Monte de la Guardia a causa de una lluvia torrencial. La imagen de la Virgen quedó cerrada durante la noche en la catedral de San Pietro, pero la mañana siguiente había desaparecido, ya que durante la noche había subido sola al santuario bajo la tormenta, protegida por los árboles que se habían doblado creando un largo túnel. Este episodio dio origen a la idea de construir el pórtico más largo del mundo.

## Algunos récords

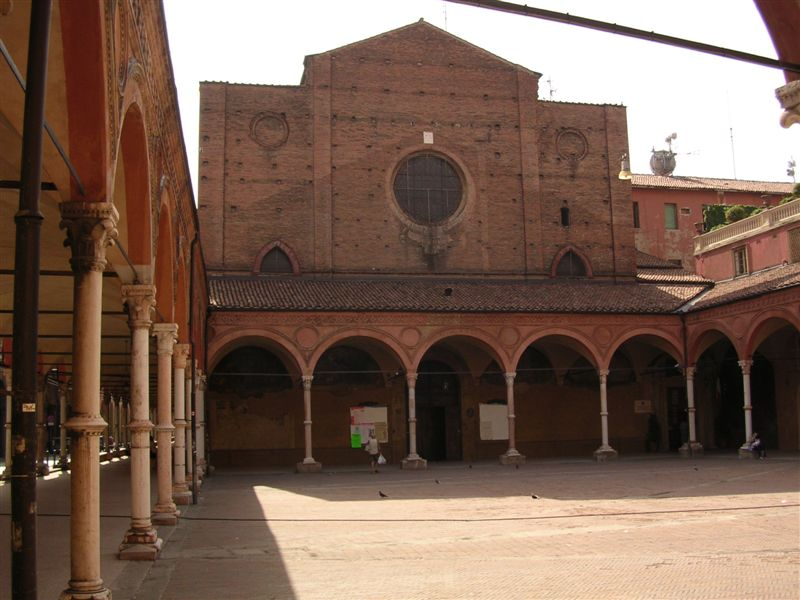
Pórtico y fachada de la Iglesia de Santa Maria dei Servi

- El pórtico más ancho: fue diseñado a finales de 1300 por el famoso arquitecto Antonio di Vincenzo y fue construido a lo largo de los siglos. El inicio de su construcción se remonta a 1393 y se terminó solo en 1855 cuando se construyó el pórtico de forma cuadrada delante de la fachada. El resultado es el pórtico más ancho de la ciudad: el pórtico de la Basílica de Santa Maria dei Servi en calle Maggiore.[11]
- El pórtico más alto: el pórtico más alto corresponde al de la sede de la arquidiócesis de Bolonia, en calle Altabella, que alcanza los diez metros de altura.

- El pórtico más estrecho: el pórtico más estrecho, con apenas 95 centímetros de anchura, se encuentra en calle Senzanome, en el barrio Zaragoza. Esta calle, junto con la cercana calle del Fossato, remite a un pasado bastante turbio de la zona, conocida por sus numerosos prostíbulos que allí se encontraban.[12]

## Bolonia patrimonio de la UNESCO
Los pórticos históricos de Bolonia, que hacen la ciudad única en el mundo, han sido candidados como Patrimonio de la Humanidad de la UNESCO y a partir de 2021 una parte de ellos ha obtenido el reconocimiento de “patrimonio de la humanidad” por la UNESCO.

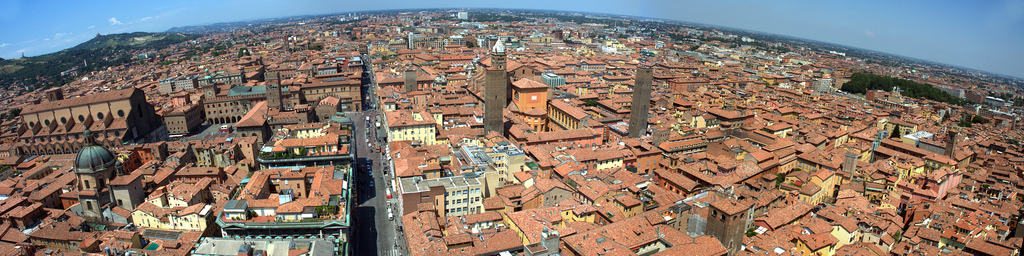
Bolonia